# 海洋酸素同位体ステージ
海洋酸素同位体ステージ（かいようさんそどういたいステージ、英：Marine oxygen Isotope Stage, MIS）は、天然に存在する酸素の同位体の比による過去の気温に基づいたステージ区分。
海底に連続して堆積した堆積物をボーリングし、サンプリングされた深海底ボーリングコア中の有孔虫の殻の酸素同位体比率から、古海洋水温の変動を推測、構成する。

## 解析の方法

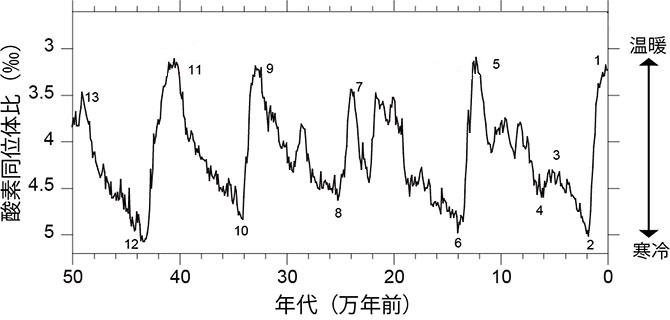
海洋酸素同位体ステージ（ステージ１～１３）

地球の大気における酸素の同位体の存在比は、16Oが99.759%、17Oが0.037%、18Oが0.204%であるが、18Oを含んだ水分子は、16Oを含んだ水分子よりわずかに重いため、蒸発しにくい。このため、極地の氷床に含まれる氷の水分子は、16Oの比率が高い。したがって、寒冷な気候で氷床が発達すると、海水から蒸発した16Oを含む水が、氷床中に大量に固定されるため、海水中の18Oの比率が上昇する。
このことから、海底堆積物に含まれる有孔虫などの微化石を分析し、その生物が生息していた当時の18O/16O比を導き出すと、当時の水温が推定できる。
18O/16Oの比が小さい年代（温暖期）に奇数を、比が大きい年代（寒冷期）に偶数を割り振り、新しい時代から順番に数える。